# 브리스틀 로버스 FC

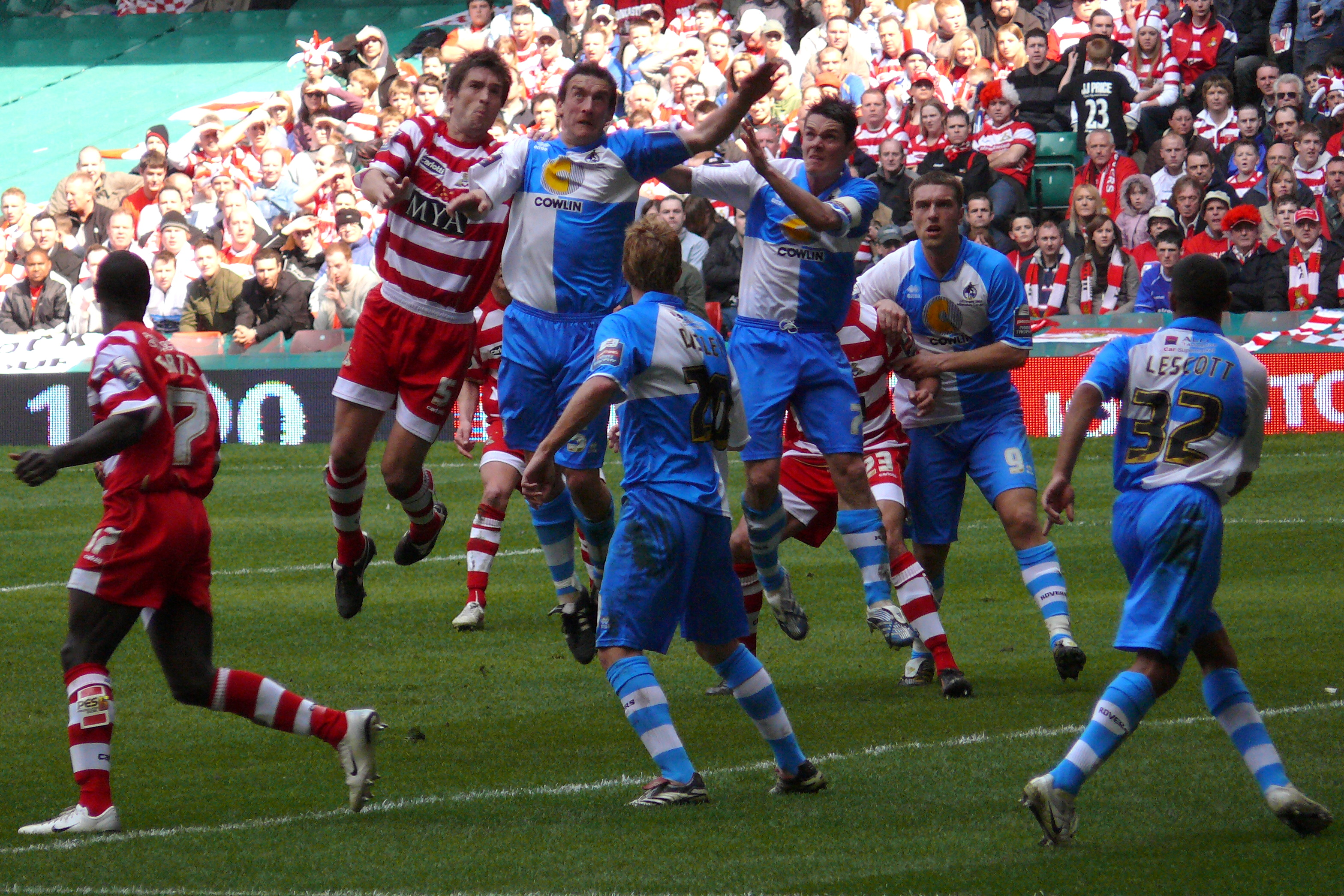

브리스톨 로버스 FC(영어: Bristol Rovers Football Club)는 브리스틀을 연고로 하는 잉글랜드의 축구 클럽이다.

## 성적
- 서던 풋볼 리그 1부 우승 1회 (1904–05)
- 풋볼 리그 3부 남부 리그 우승 1회 (1952–53)
- 풋볼 리그 3부 우승 1회 (1989–90)
- 풋볼 리그 2 플레이오프 우승 1회 (2006–07)
- 풋볼 리그 3부 리그 사우스 컵 우승 1회 (1934–35)
- 와트니 컵 우승 1회 (1972)
- 풋볼 리그 트로피 준우승 2회 (1989–90, 2006–07)
- 글로스터셔 컵 우승 32회 (1888–89, 1902–03, 1904–05, 1913–14, 1924–25, 1927–28, 1934–35, 1935–36, 1937–38, 1947–48, 1948–49, 1950–51, 1953–54, 1954–55, 1955–56, 1958–59, 1962–63, 1963–64, 1964–65, 1965–66, 1967–68, 1973–74, 1974–75, 1981–82, 1982–83, 1983–84, 1984–85, 1988–89, 1989–90, 1992–93, 1993–94, 1994–95)

## 선수 명단

### 현역
참고: FIFA 자격 규정에 따라 소속된 국가대표팀 국기를 표시합니다. 선수는 복수의 FIFA 비회원국 국적을 가지고 있을 수 있습니다.
| 번호 | 포지션 | 국적   | 이름        |
| ---- | ------ | ------ | ----------- |
| 5    | DF     | 웨일스 | 제임스 윌슨 |

| 번호 | 포지션 | 국적 | 이름        |
| ---- | ------ | ---- | ----------- |
| 25   | DF     |      | 실 스윈켈스 |

## 역대 감독
| 감독          | 임기        |
| ------------- | ----------- |
| 이언 홀러웨이 | 1996 ~ 2001 |